# Champeaux-i Vilmos
Champeaux-i Vilmos (latinul: Gulielmus de Campellis, franciául: Guillaume de Champeaux), (Champeaux, 1070 körül – Châlons-en-Champagne, 1121. január 18.) középkori francia filozófus.
Compiègne-i Roscelin tanítványa volt, később párizsi tanár, majd a Châlons-i egyházmegye püspöke. Véleménye szerint a lényeg azonos minden alája tartozó egyedben, amelyek a faji állag esetleges módosulásai. Ez az elmélet azonban nem elégítette tanítványát, Pierre Abélard-t, aki arra hivatkozott, hogy eszerint a nézet szerint Szókratésznek mindenütt kellene léteznie, ahol ember létezikː tehát egyszerre kellene lennie Athén és Róma városában. Az éleseszű tanítvány gúnyos ellenvetései annyira lejáratták Vilmos tekintélyét, hogy kénytelen volt a Notre Dame iskolát elhagyva a St. Victori apátságba visszavonulni.
Új működési helyén Vilmos az antirealizmus álláspontjára helyezkedett, és az úgynevezett indifferencia elméletét kezdte el vallani. Eszerint az egyed minden más egyedtől megkülönböztető (differens), sajátos határozmányai mellett egyszersmind az egész fajjal közös (indifferens) létmozzanatok birtokosa is. Így az élet és az értelem minden emberegyedben „unum et idem”, amely a felállított elv (lat. nihil omnino est praeter individuum) szerint kizárólag elvont egyetemesség. Legutolsó megoldása pedig az volt, hogy a lényeg megsokszorozódik az egyedekben, amelynek folytán az egyedek lényegi hasonlatosságot tüntetnek fel.